# Waldemar Kryger
Waldemar Kryger (ur. 8 listopada 1968 w Poznaniu) – polski piłkarz, obrońca reprezentacji Polski.

## Życiorys
Długoletni zawodnik poznańskiego Lecha; grając przez 13 sezonów w "Kolejorzu" (1987/1988 – 1997/1998 i 2002/2003 – 2003/2004) wystąpił w 300 meczach i strzelił 3 bramki. Wraz z Lechem zdobył 3 tytuły mistrzowskie (1990, 1992 i 1993), 3 Superpuchary Polski (1990, 1992 i 2004) oraz 2 Puchary Polski (1988 i 2004). Profesjonalną karierę piłkarską rozpoczynał w Patrii Buk, będąc tam jeden sezon – 1982/1983. Po 15-letniej grze w poznańskiej drużynie przeszedł do VfL Wolfsburg – Bundesliga – (1997/1998 – 2001/2002), rozgrywając w nim 126 meczów i strzelając 1 bramkę. Następnie powrócił do Lecha, gdzie grał aż do końca kariery. Po zakończeniu kariery piłkarskiej pracował jako trener, m.in. u boku Czesława Michniewicza w WKP Lech Poznań, a potem przeniósł się do Akademii Piłkarskiej Lecha.

## Reprezentacja Polski
W reprezentacji Polski debiutował 14 lutego 1997 w meczu z Litwą, ostatni raz zagrał w kadrze rok później. Łącznie w biało-czerwonych barwach rozegrał pięć spotkań i strzelił jednego gola.
| l.p. | Data           | Miejsce   | Przeciwnik | Rezultat | Rozgrywki  | Grał   | Uwagi |
| ---- | -------------- | --------- | ---------- | -------- | ---------- | ------ | ----- |
| 1.   | 14 lutego 1997 | Ajia Napa | Litwa      | 0-0      | towarzyski | 90'    |       |
| 2.   | 15 lutego 1997 | Ajia Napa | Cypr       | 3-2      | towarzyski | 90'    |       |
| 3.   | 17 lutego 1997 | Derinia   | Łotwa      | 3-2      | towarzyski | 90'    | Gol   |
| 4.   | 12 marca 1997  | Ostrawa   | Czechy     | 1-2      | towarzyski | 90'    |       |
| 5.   | 25 lutego 1998 | Ramat Gan | Izrael     | 0-2      | towarzyski | od 71' |       |

## Korupcja
Zatrzymany 3 lutego 2009 w sprawie afery korupcyjnej w polskim futbolu. 
Sąd Okręgowy we Wrocławiu w tym samym roku skazał go na rok i dwa miesiące pozbawienia wolności w zawieszeniu na trzy lata, 5 tys. zł grzywny, zakaz zajmowania stanowisk związanych z organizacją i uczestnictwem w profesjonalnych zawodach sportowych przez trzy lata oraz zwrot 10 tys. zł nienależnie przyjętych korzyści majątkowych. Sąd uniewinnił go od jednego zarzutu. Oskarżony musiał też pokryć koszty procesu w wysokości 1,3 tys. zł. 
W 2021 Sąd Apelacyjny we Wrocławiu prawomocnie podtrzymał wyrok I instancji, zmieniając zakaz zajmowania stanowisk związanych z organizacją i uczestnictwem w profesjonalnych zawodach sportowych z trzech do dwóch lat. 